# Mintje Bostedt
Mintje Bostedt (* 14. März 1897 in Preetz; † 23. Juni 1955 in Bremen) war eine deutsche Wohlfahrtspflegerin und Schulleiterin.

## Biografie
Wilhelmine Friedericke C(K)atherina(e), von frühester Kindheit an Mintje gerufen, war die Älteste von sechs Geschwistern. Ihr Vater war Schornsteinfegermeister und engagierte sich in der Armenpflege. Die Mutter kümmerte sich um die Erziehung der Kinder und den Haushalt. Um den Kindern eine gute Schulbildung zu ermöglichen, übersiedelte die Familie nach Kiel, wo Mintje die Höhere Töchterschule besuchte. Von 1915 bis 1917 absolvierte sie die Hortnerinnenausbildung des Jugendheim Vereins in Charlottenburg, folgend noch von 1919 bis 1920 die Jugendleiterinnenausbildung an gleichnamiger Ausbildungsstätte. Anschließend arbeitete Bostedt als Schulpflegerin beim Jugendamt in Görlitz.

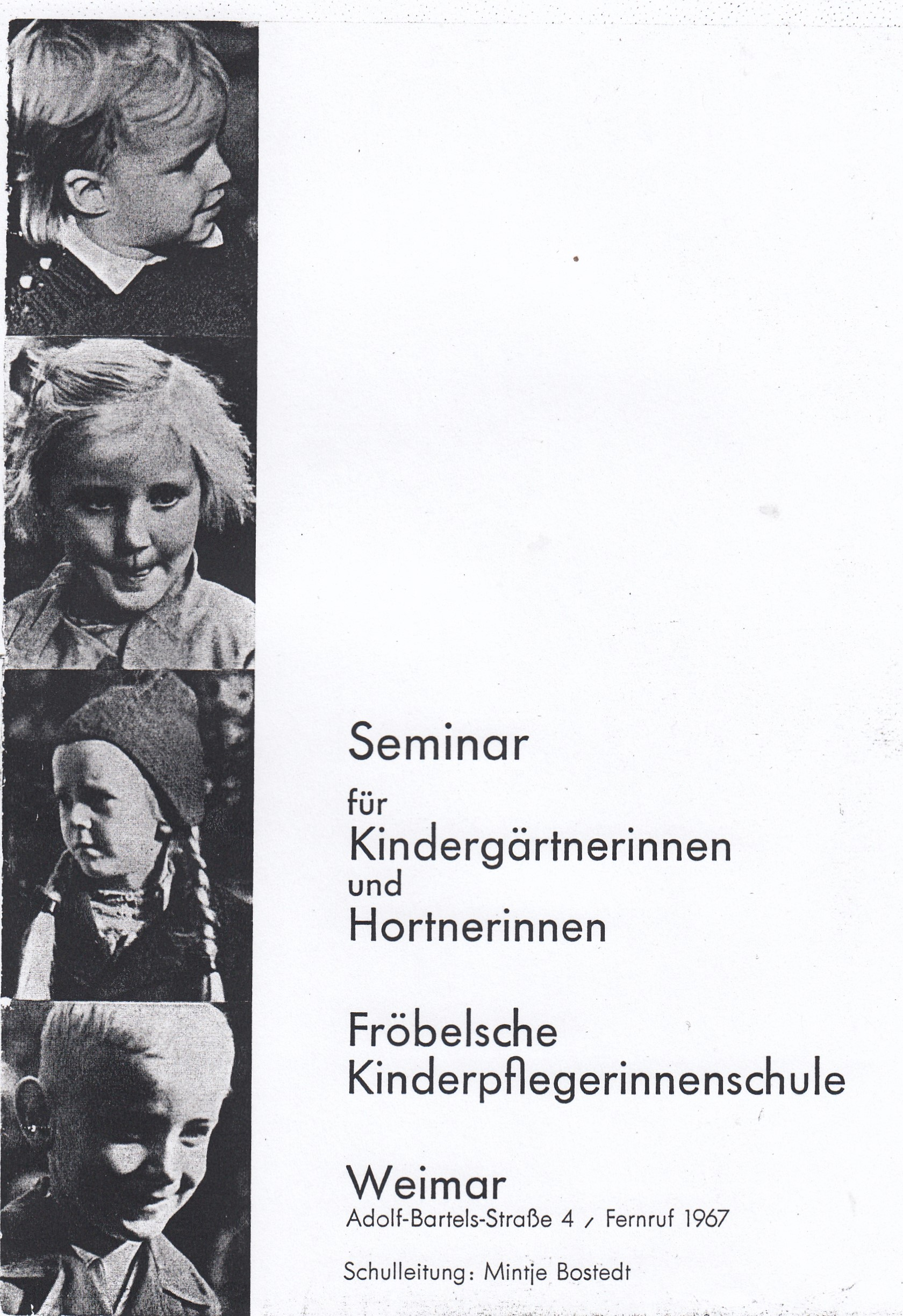
Schulprospekt der Frauenschule für sozialpädagogische Berufe in Weimar, archiviert im Ida-Seele-Archiv

Mintje Bostedt übernahm im Alter von 26 Jahren die Leitung des Sozialpädagogischen Seminars des Frauenvereins- und Ausbildungsverein in Bremen. Da sie von einer Schülerin denunziert wurde, musste sie 1934 wegen politischer Unzuverlässigkeit die Schulleitung abgeben und übernahm noch im gleichen Jahr unter der Obhut des Thüringer Fröbelvereins die Leitung der Frauenschule für sozialpädagogische Berufe in Weimar. Am 23. August 1937 beantragte sie die Aufnahme in die NSDAP und wurde rückwirkend zum 1. Mai desselben Jahres aufgenommen (Mitgliedsnummer 5.201.984).
Am 1. Dezember 1945 trat Bostedt in die SPD ein, die 1946 mit der KPD zur SED zwangsvereinigt wurde. In einer Beurteilung des Kreisbildungsamtes Weimar an das Landesamt für Volksbildung vom 27. Juni 1946, heißt es: „Fräulein Bostedt... ist jetzt seit 1.12.1945 Mitglied der SED“. 1948 jedoch floh Bostedt in die Westzonen. In Bremen, wo sie zum Regierungsrat ernannt wurde, übernahm sie die Leitung des Jugendamtes. Daneben engagierte sich Bostedt in der Hans-Wendt-Stiftung. Dabei war sie entscheidend an der Einrichtung von Pflegenester beteiligt, „die als Pioniertat auf dem Gebiet der Jugendfürsorge in der ganzen Welt Beachtung fand“.
In Wort und Schrift setzte sich Bostedt für die öffentliche Kleinkinderpädagogik ein, sich dabei auf Friedrich Fröbel und seine Spielpädagogik berufend:

„Das Hauptgewicht der Kleinkinderpädagogik liegt in ihrer Einstellung zu Spiel und Arbeit beim kleinen Kind. Die grundlegenden Gedanken wurden hier von Friedrich Fröbel ausgesprochen, sind aber bis heut noch nicht genügend lebendig gemacht worden. Spiel und Arbeit sollen für das Kind Bildungsprozesse sein. Das Spiel als ein subjektiver Bildungsprozeß gemeint, d. h. das Kind soll im Spiel die in ihm liegenden Kräfte ohne jede Zusetzung und ohne jede Absicht auswirken und entwickeln. Das alleinige Ziel des Spieles liegt pädagogisch gesehen in der Entfaltung der kindlichen Kräfte.“

Heute erinnert in Bremen das Mintje Bostedt Haus an die Pädagogin.

## Werke (Auswahl)
- Nöte und Aussichten unseres Berufes. In: Kindergarten 1926, S. 8–17.
- Kann die Familie als Erziehungsstätte vorbildlich sein für die Heimerziehung? In: Kindergarten 1928, S. 253–257.
- Der sozialpädagogische Beruf der Kindergärtnerin. In: Deutsche Lehrerinnenzeitung 1929, S. 355–356.